# Готфрид I фон Епщайн
Готфрид I фон Епщайн (на немски: Gottfried I von Eppstein; * ок. 1169 или ок. 1160 или 1165; † 19 декември 1223) е господар на Епщайн.

## Произход
Той е син на Герхард I фон Епщайн (преди Герхард III фон Хайнхаузен или Хагенхаузен) (* ок. 1143; † сл. 1190). Брат е на Зигфрид II фон Епщайн, архиепископ на Майнц (1200 – 1230).
За пръв път е споменат през 1189 г. Готфрид I умира през 1223 г. и е погребан в Св. Мариенгреден, Майнц.

## Фамилия
Готфрид I се жени за Изалда фон Вид (* ок. 1173; † 1223), дъщеря на граф Дитрих I фон Вид и сестра на Теодерих II фон Вид, архиепископ и курфюрст на Трир (1212 – 1242). Те имат децата:
- Зигфрид III фон Епщайн (* ок. 1194; † 9 март 1249), архиепископ на Майнц (1230 – 1249)
- Герхард II фон Епщайн (* ок. 1195; † 1240/1249), нарича се от 1219 г. Герхард фон Браубах
- Готфрид II фон Епщайн (* ок. 1199/1223; † между 15 март 1272 – 30 септември 1278)